# 聖公會嘉福榮真小學
聖公會嘉福榮真小學（英語：S.K.H. Ka Fuk Wing Chun Primary School）位於香港新界粉嶺嘉福邨，前身是創立於1989年9月的聖公會榮真小學的上午校，於2000年遷至現址，現任校長是何盈蔚女士。

## 歷史
聖公會嘉福榮真小學的前身是聖公會榮真小學的上午校。榮真小學創立於1989年9月，當時北區學童人數日增，當時中華聖公會港澳教區，決定在粉嶺興建一所小學，以應付急劇增加的學位需求。經過多方面的奔波籌劃，終於在1989年建成一所政府津貼的小學。直至2000年，由於當時香港政府積極推動把半日制學校轉制成為全日制學校，榮真小學亦向政府申請，把原來的上、下兩班分拆成為兩家學校，得到政府批准，並獲批准使用位於嘉福邨預留予興建新校的校址。由於學校的開辦經費得到陳莫榮真女士的贊助，加上學校位於嘉福邨內，所以新校亦順理成章地命名為聖公會嘉福榮真小學。

## 校舍
學校位於粉嶺嘉福邨的千禧校舍，樓高七層，由上海建工集團承建，有標準課室25間及禮堂一個、操場2個、圖書館1個、教員室2個及特別室11間。學校禮堂可容納近千人聚會，並有籃球場、有蓋操場及多用途活動空地，以供學生上課及活動之用。11間特別室分別是：音樂室2個、語言室1個、常識室1個、美勞室1個、多用途室1個、電腦室2個、輔導室3個及多用途活動空地。學校其中一個電腦室由輔導室改裝。
現時所有課室都安裝有高映機及實物投映機，並於課室內的個人電腦連接。

## 歷任校長
- 何盈蔚女士 (2022年9月-)
- 盧美欣女士（2017年9月 - 2022年8月）
- 卓少媚女士（2004年9月 - 2017年8月）
- 王堅先生（1989年9月- 2004年8月）

## 外部連結
- 學校網址
- 學校數學組網址[永久]